# Морія Ван Норман
Морія Ван Норман  (англ. Moriah Van Norman, 30 травня 1984) — американська ватерполістка, олімпійська медалістка, дворазова чемпіонка світу, чемпіонка Панамериканських ігор.

## Виступи на Олімпіадах
| Олімпіада  | Дисципліна | Місце |
| ---------- | ---------- | ----- |
| Пекін 2008 | водне поло | 2     |